# 伯德灣
伯德灣（英語：Bird Sound），是南極洲的海灣，位於南喬治亞群島，處於伯德島和南喬治亞島西端之間，長2公里、寬1公里，該海灣由英國海外領土管轄。